# Rhacophorus yaoshanensis
Rhacophorus yaoshanensis är en groddjursart som beskrevs av Liu och Hu 1962. Rhacophorus yaoshanensis ingår i släktet Rhacophorus och familjen trädgrodor. IUCN kategoriserar arten globalt som starkt hotad. Inga underarter finns listade i Catalogue of Life.